# عبدالواحد نعمتوف
عبدالواحد نعمتوف (انگلیسی: Abduvohid Nematov؛ زادهٔ ۲۰ مارس ۲۰۰۱) بازیکن فوتبال اهل ازبکستان است.
وی همچنین در تیم‌های ملی فوتبال زیر ۱۷ سال، زیر ۱۹ سال، زیر ۲۳ سال و بزرگسالان ازبکستان بازی کرده‌است.